# Scarabaeus laevistriatus
Scarabaeus laevistriatus là một loài bọ cánh cứng trong họ Bọ hung (Scarabaeidae).